# Antonio Planzer

Antonio Planzer als Regierungsrat 1982

Antonio Planzer (* 25. Januar 1923 in Bellinzona; † 17. Mai 1999 in Menzingen) war ein Schweizer Wirtschaftsanwalt und Politiker (CVP)  in Zug.

## Beruflicher Werdegang.
Antonio Planzer machte 1943 die Matura am Kollegium Altdorf und studierte danach Jurisprudenz an den Universitäten Freiburg und Genf. 1951 folgten Anwaltspatent in Zug und 1955 Promotion. 1954 bis 1957 arbeitete er am Bundesgericht in Lausanne und 1957 bis 1988 führte er eine Anwaltskanzlei in Zug mit Spezialisierung auf Wirtschaftsfälle. 1982 war Planzer in 66 Verwaltungsräten, gleichzeitig neben seinem nebenamtlichen Amt in der Zuger Kantonsregierung. 1975 wurde Planzer mit nie aufgeklärten Morddrohungen im Zusammenhang mit seiner Anwaltstätigkeit in Süditalien konfrontiert.

## Politische Karriere
1958 bis 1974 war Planzer Sekretär des Zuger Gewerbeverbands, 1963 bis 1974 Mitglied des Grossen Gemeinderates (Parlament) der Stadt Zug, 1959 bis 1974 Kantonsrat der Christlich-Demokratischen Volkspartei CVP, 1971 bis 1974 Fraktionschef, 1975 bis 1982 Regierungsrat des Kantons Zug. Als Regierungsrat engagierte er sich unter anderem für den Ausbau der sozialen Leistungen des Kantons Zug.
Planzer war eine umstrittene Persönlichkeit des öffentlichen Lebens. Er hatte eine Vielzahl von Verwaltungsratsmandaten und war in die so genannte Zuger-Polizeiaffäre involviert. Die Rolle des Politikers in diversen Skandalen – so etwa im SKA-Skandal – blieb ungeklärt und führte zusammen mit dem Verlust der absoluten Mehrheit der CVP im Jahr 1982 zur Abwahl des umstrittenen Volkswirtschaftsdirektors.
Planzer soll als Regierungsrat die Anstellung von linken Lehrern verhindert haben. Das berichtet der Zuger Politiker Jo Lang in einer Zusammenfassung eines Gespräches mit dem Politiker aus dem Jahr 1995. «Bei uns gibt es keine roten Lehrer!» soll Antonio Planzer 1982 gesagt haben, erinnert sich Jo Lang in einem Interview 2017.
Antonio Planzer engagierte sich 1978 für die Schaffung einer historischen Formation der Zuger Beresina-Grenadiere. Das Korps der Zuger Beresinagrenadiere vereinigt den Unteroffiziersverein Zug, eine Tambourengruppe aus dem Kanton Zug und die Harmoniemusik der Stadt Zug. Anlass war der Empfang des Bundespräsidenten Hans Hürlimann am 7. Dezember 1979, der selber aus Zug war.

## Werke
- Antonio Planzer: Le crime de génocide. Dissertation. Freiburg 1956.
- Antonio Planzer: Zuger Beresina-Grenadiere. Ehrengabe an Bundespräsident Dr. Hans Hürlimann. Zug 1978.